# Gmina zbiorowa Lathen
Gmina zbiorowa Lathen (niem. Samtgemeinde Lathen) – gmina zbiorowa położona w niemieckim kraju związkowym Dolna Saksonia, w powiecie Emsland. Siedziba administracji gminy zbiorowej znajduje się w miejscowości Lathen.

## Podział administracyjny
Do gminy zbiorowej Lathen należy sześć gmin:
1. Fresenburg
2. Lathen
3. Niederlangen
4. Oberlangen
5. Renkenberge
6. Sustrum